# Saint-Laurent-d'Aigouze
Saint-Laurent-d'Aigouze é uma comuna francesa na região administrativa de Occitânia, no departamento de Gard. Estende-se por uma área de 89,81 km². Em 2010 a comuna tinha 3 544 habitantes (densidade: 39,5 hab./km²).